# Örebro flygplats
Örebro flygplats (IATA: ORB, ICAO: ESOE) är en internationell flygplats belägen cirka 12 kilometer väster om Örebro, med terminal ca 2 km söder om E18. Flygplatsen ägs av Örebro läns flygplats AB, som ägs tillsammans av Region Örebro län (44,95%), Örebro kommun (44,95%), Karlskoga kommun (5,05%) samt Kumla kommun (5,05%).

## Historik
År 1961 föreslog landstinget ett flygfält i Täby, vilket Luftfartsverket gav sitt medgivande till. År 1964 tillsattes en kommitté på uppdrag av staden, för utredning av ett modernt flygfält. Kommittén kom fram till att Gustavsviksfältet borde moderniseras för en ansenlig kostnad för att användas till dess man byggt en ny modern flygplats. Frågan bordlades av drätselkammaren som tillsammans med landstinget 1967 tillsatte en andra kommitté för utredning av flygplatsfrågan. Utredningen var en kostnadsjämförelse mellan ombyggnad av Gustavsviksfältet och Täbyprojektet. Drätselkammaren beslutade att förorda en ombyggnad av Gustavsviksfältet, ett beslut som ej kom att antas av stadsfullmäktige, som återremitterade frågan till drätselkammaren. Hösten 1970 tillsattes en tredje och sista kommitté för att ta itu med flygplatsfrågan, där Täbyprojektet blev det vinnande förslaget.
Dock så dröjde det fram till hösten 1976 innan alla förberedelser var klara, och anläggandet av den nya flygplatsen kunde inledas. I samband med byggstarten bildades Flygplatsstyrelsen som ett nytt kommunalt organ. Flygplatsstyrelsen övertog driften och förvaltning av flygplatsen från Gatukontoret/Gatunämnden.
För att hålla ner kostnaderna byggdes en liten flygplats, men med en stor potential gällande utbyggnad. 1978 stod flygplatsen färdig och invigdes officiellt den 2 september samma år. 1982 färdigställdes ett segelflygfält i anslutning till flygplatsen. Samma år påbörjades reguljärtrafik med både in- och utrikesflyg. Åren 1983–1984 förlängdes rullbanan, det vill säga start- och landningsbanan, från den ursprungliga längden på 1 300 meter till 1 830 meter, samtidigt breddades den från 30 till 45 meter. Även stationsbyggnaderna utökades. Utbyggnaden av flygplatsen var klar 1984, samma år avvecklades Flygplatsstyrelsen och flygplatsen blev istället ett bolag med Örebro kommun som delägare. Under åren 1992 och 1993 förlänges rullbanan till 2 000 meter.
År 1995 utökades utlandsdestinationerna i och med etableringen av chartertrafik, vilket följdes 1996 av etableringen av fraktflyg, vilket gjorde flygplatsen till en av landets största charter- och fraktflygplatser.
Åren 1999–2000 förlängdes rullbanan till 2 300 meter. Den förlängdes ytterligare med 300 meter mellan 2001 och 2002, och fick med det en total längd på 2 602 meter. Vid samma tidpunkt anlades vänd- och väntplats längs med banan samt ett nytt ILS-system för säkrare inflygning. Utbyggnaden av rullbanan möjliggjorde att flygplatsen kan ta emot i stort sett alla typer av passagerare- och fraktflygplan. År 2006 inleddes MyTravel Airlines direktflygning från Örebro till Phuket i Thailand, där flygbolaget opererade med en Airbus 330.
I samband med att regeringen presenterade sin proposition om "Infrastruktur för hållbar tillväxt" den 25 september 2008, framkom det att Örebro flygplats var särskilt viktig för Försvarsmakten. Dels med hänseende till Försvarsmaktens nya centrallager i Arboga, dels genom dess centrala roll att öka förmågan hos Försvarsmakten att verka internationellt.
Under 2012 övergick ägandet av driftbolaget Örebro Läns Flygplats AB från Länstrafiken Örebro AB till gemensamt ägande av Region Örebro län, Örebro kommun, Karlskoga kommun samt Kumla kommun.
Under 2013 påbörjade flygplatsen ett samråd med myndigheter och enskilda personer i syfte att ansöka hos Mark- och miljödomstol vid Nacka tingsrätt om tillstånd att förlänga  banlängden från 2 600 meter till 3 300 meter, plus avåkningszon på 300 meter i norr och söder. Det planerades inte att öka det antal flygrörelser som flygplatsen har beviljats sedan tidigare (30.000 flygrörelser per år).
Den 10 december 2014 hölls huvudförhandlingarna i Mark - och miljödomstolen i Nacka, gällande målet om flygplatsen skulle få tillstånd att förlänga sin rullbana, en förlängning med huvudsyfte på transportflyget och för att möjliggöra att stora fraktflygplan, som Antonov An-124 och Boeing C-17 Globemaster III, ska kunna lyfta fullastade och fulltankade, vilket i sig möjliggör till exempel direktflyg från Örebro till USA och Thailand. Den 16 februari 2015 meddelade Mark- och miljödomstolen att flygplatsen får förlänga landningsbanan, en förlängning som omfattar 280 meter norrut och 400 meter söderut. I domen kräver domstolen att flygplatsbolaget måste utföra bullerdämpande åtgärder på de nya fastigheter som hamnar inom den så kallade bullermattan.
I juni 2017 invigdes delförlängningen på norra sidan till 2 900 meters längd, men under 2018 kommer en förlängning på södra sidan att byggas så att banan blir 3 300 meter lång. Den 15 september 2018 firade flygplatsen 40-årsjubileum. Den 11 oktober 2018 öppnades den förlängda rullbanan. Rullbanan som då stod färdig hade en längd på 3 270 meter och medger långdistansflygningar utan att ett flygplan behöver mellanlanda för att fylla på bränsle.
Den 8 juli 2021 inträffade en flygolycka vid Örebro flygplats där nio personer omkom. Den 28 mars 2022 inledde Ryanair kommersiella flygningar mellan Örebro flygplats och London Stansted Airport.

## Statistik

### Passagerarstatistik
| År             | 1998   | 2000   | 2002   | 2004  | 2006  | 2008  |
| Inrikes        | 35909  | 45284  | 26835  | 17203 | 22406 | 7864  |
| Inom Europa    | 118242 | 129734 | 94469  | 63440 | 47487 | 47443 |
| Övriga världen | 0      | 296    | 1723   | 6405  | 15265 | 14634 |
| Totalt         | 154151 | 175314 | 123027 | 87048 | 85158 | 69941 |

Källa:

## Flygtrafik

### Passagerarflyg
Det går turistcharter till Spanien, Grekland och Turkiet, men sedan 2018 inte reguljärflyg.
Flygplatsen har haft avgångar till Malmö med AIS Airlines, och till Köpenhamn med LOT Polish Airlines (en codeshare med Scandinavian Airlines), men båda avslutades 2018
Flygplatsen har fram till 2007 haft avgångar till Stockholm, men dessa har avvecklats i och med förbättrade vägar och järnvägar som tagit över trafiken Örebro-Stockholm.
Den 28 mars 2022 lanserade Ryanair en flyglinje och kommer att operera Örebro flygplats (ORB) – London Stansted Airport (STN) två gånger i veckan, måndagar och fredagar.

### Fraktflyg
Örebro flygplats är Sveriges fjärde största fraktflygplats.

### Försvarsmakten
Försvarsmakten är tillsammans med Myndigheten för samhällsskydd och beredskap (MSB) två av de större kunder som använder flygplatsen som hub för att sända iväg material till olika insatser runt om i världen.
- Under hösten och vintern 2009 sändes bland annat förstärkningar i form av Stridsfordon 9040C flugits ut av Heavy Airlift Wing (HAW) till den Svenska kontingenten i Afghanistan.[20] *
- Flygplatsen användes även för att sända iväg Sveriges hjälpsändningar till Haiti i samband med Jordbävningen i Haiti 2010.[21]
- De två svenska officerarna som stupade i januari 2010 under sin tjänstgöring i Afghanistan flögs hem till Sverige via flygplatsen, där de överfördes till en TP 84 Hercules som eskorterades av två stycken JAS 39 Gripen till Uppsala-Ärna flygplats.[22][23]

## Destinationer och charterflygbolag
| Flygbolag | Destinationer     |
| --------- | ----------------- |
| TUI       | Antalya           |
| TUI, Ving | Gran Canaria      |
| TUI, Ving | Larnaca           |
| TUI, Ving | Palma de Mallorca |
| TUI, Ving | Phuket            |
| TUI, Ving | Kreta             |
| TUI       | Samos             |
| TUI, Ving | Rhodos            |
| TUI       | Kap Verde         |
| TUI       | Krabi             |
| TUI       | Sardinien         |
| Ving      | Split             |
| Ryanair   | London            |

## Krigsflygbas
Vid sidan om den kommersiella trafiken kom flygplatsen att ingå i Flygvapnets krigsorganisation, som sidobas till Eskilstuna flygbas. Runt flygplatsen fanns fyra luftvärnskanoner utplacerade. År 1994 byggdes flygplatsen ut till att omfatta Bas 90-systemet. Vidare moderniserades ett vägavsnitt på E18, sedan 2008 Länsväg T 691, vilket i folkmun kom att kallas för flygrakan. Flygplatsen hade inom Flygvapnet anläggningsnummer 120.

## Övrigt
På flygplatsen och i närområdet finns Örebro fallskärmsklubb, Örebro segelflygklubb, Örebro flygklubb, TAM (Täby Air Maintenance AB) och Örebro motorstadion.